# Szimiász
Rodoszi Szimiász, ógörögül: Σιμμίας ὁ Ῥόδιος (Rodosz, i. e. 300 – ?, i. e. 250) az alexandriai iskola költője és nyelvtudósa volt. 

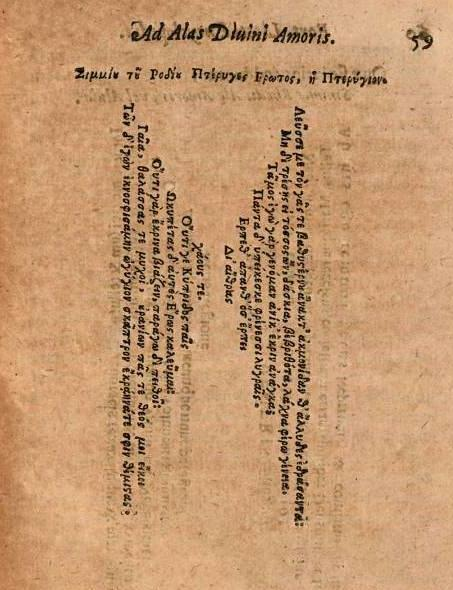
A Szárnyak című vers egy 1640-es kiadásban

A Görög Antológia hat epigrammát őrzött meg tőle, ezen kívül fennmaradt három, carmina figuratának nevezett költeménye. Ezek a modern képversek elődjeinek tekinthetők: soraik úgy vannak elrendezve, hogy ránézésre egy tárgyra hasonlítsanak. A három vers neve is a formáról kapta  a nevét: Szárnyak, Tojás és Szekerce.